# کردشولی
کُردشولی یکی از طایفه‌های مستقل و کردتبار استان فارس می‌باشد. کردشولی در ساختار ایلی در گذشته ایل مستقل بوده که به مرور یا در اثر حمله مهاجمان و همچنین رواج یکجانشینی از جمعیت آن بتدریج کاسته شده و به طایفه مستقل تبدیل شده‌است. امروزه بیشتر کردشولی‌ها در دهستان خنجشت و چشمه رعنا سه قلات و کافتر ساکن می‌باشند. در زیست‌بوم این طایفه مکان‌های بسیاری به نام کردشول نامگذاری شده‌است و در اصل هر جایی که تعدادی از این طایفه کوچندگی را رها کرده و ساکن گردیده‌اند به نام کردشول نامگذاری شده‌است که مهمترین این روستاها کردشول پاسارگاد، کردشول قیر و کارزین و کردشول اقلید (چشمه رعنا) هستند.

## تبار
دانشنامه ایرانیکا این طایفه را از مهم‌ترین طایفه‌های کُرد در فارس دانسته‌ است.

## دین
کردشولی‌ها مسلمان و شیعه دوازده امامی هستند.

## جمعیت
در آخرین سرشماری عشایر کوچنده در سال ۱۳۸۷ جمعیت عشایر کوچنده آنان ۸۵۷ خانوار و ۴۱۵۷ نفر با ۶ تیرهٔ ارباب‌دار، باباملکی، خلجی، کوش‌پا (کفش پا)، لری و مرادشفیع و ۱۵ بنکو بوده‌است.

## سرزمین و کوچ
قلمرو طایفه کردشولی ناحیه باریکی منطقه در بیت روستای چشمه رعنا و کافتر بنام کردشول است و همین طور دریاچه‌ای خشک شده بنام دریاچه کردشل نیز وجود دارد در مغرب قلمرو ایل باصری و مشرق قلمرو طایفه شش بلوکی از ایل قشقایی را شامل می‌شود. ییلاق این ایل منطقه خنگشت و دشت نمدان و قشلاقشان نیز در نواحی مبارک‌آباد قیر می‌باشد و جهرم و سعادت‌شهر می‌باشد.
فامیلی‌های مشهور 
بیشتر زارعی کردشولی /تعدای کریمی و رضایی و زراعت پیشه رحیمی و....